# Zelot
Zelot (în greacă Ζηλωτές zelotes) este denumirea unei secte iudaice, cunoscută mai ales prin opoziția agresivă față de stăpânirea romană, dar și față de politeism. Gruparea zeloților a avut o aripă extremistă, renumită pentru terorismul și asasinatele ei.
Partidul zeloților, descris de istoricul evreu Josephus Flavius ca "a patra filozofie" între evrei, a fost întemeiat de Iuda Galileanul, care a condus o revoltă împotriva Romei în anul 6 d.Cr. Ei s-au opus plății tributului de către Israel unui împărat păgân, spunând că acestă plată este un act de trădare față de Dumnezeu, adevăratul Împărat al lui Israel. Au fost denumiți zeloți deoarece au urmat exemplul lui Matatia și a fiilor acestuia, care au dat dovadă de zel pentru Legea lui Dumnezeu, atunci când Antioh al IV-lea a încercat să suprime religia iudaică, dar și exemplul lui Fineas care a dat dovadă de un zel comparabil în perioada de apostazie din pustie (Num.25:11). Când revolta din anul 6 d.Cr. a fost înăbușită, zeloții au păstrat viu spiritul ei timp de 60 de ani. Membrii familiei lui Iuda au devenit lideri ai zeloților, doi dintre fiii acestuia fiind răstigniți de către procuratorul Alexandru prin anul 46 d.Cr (cf. Josephus), iar al treilea, Menahem, a încercat să ia conducerea revoltei anti-romane din anul 66 d.Cr. (cf. Josephus). Zeloții au fost activi în tot timpul revoltei din anii 66-73 d.Cr., ultimul punct de rezistență a lor fiind fortăreața Masada, care a căzut în luna mai a anului 74 d.Cr., dar nici chiar atunci spiritul zelot nu s-a stins complet, deși cei prezenți în fortăreață s-au sinucis în masă.